# Jizza Pro
Сергей Гулиев (в прошлом использовал псевдонимы Jizza Pro, Ser-G; род. 7 декабря 1982 года, Баку, Азербайджанская ССР, СССР) — музыкальный продюсер, аранжировщик, автор слов и музыки.

## Карьера
Сергей Гулиев родился 7 декабря 1982 года в городе Баку, где и началась его музыкальная деятельность. Слава пришла к нему после записанного в домашних условиях ремикса азербайджанской народной песни «Tut Ağacı» Эйюба Ягубова, содержащего семпл с голосом Тупака Шакура. В 2002 году он спродюсировал свой первый альбом «Canli Yayim» знаменитому азербайджанскому рэперу Эльшаду Хосе, а после переезда в Москву работал над вышедшем в 2003 году альбомом «Двигаем рэп» бывшего участника группы «Легальный Бизне$$», известного как N’Pans. В 2006 году он рассказал в интервью, что работал с редактором Sound Forge, а в качестве секвенсоров использовал Acid Pro 6 и Ableton Live. Jizza Pro занял 3-е место в конкурсе, который проводил DJ Muggs в своём блоге в 2008 году. В том же году был выпущен альбом ремиксов Lyrical Gangster американского рэпера Jay-Z, причём Jizza Pro признавался в интервью, что очень любит экспериментировать, и для того, чтобы сделать «к примеру, ремикс „Pray“ Jay-Z, взяли семпл из одноимённой песни „Pray“ финской группы Apocalyptica».
Сергей Гулиев был композитором, написавшим музыку для песни «In Love», которую исполнила Ульвия Рагимова во время национального отбора кандидатов на «Евровидение-2010» от Азербайджана. В 2010 году Сергеем и Лалой Гулиевыми в Лондоне был основан SoundExtra — новый английский музыкальный лейбл коммерческой музыки. Азербайджанская певица, занявшая 3-е место на конкурсе «Евровидение-2009», Айсель Теймурзаде в 2011 году записала в Лондоне новый сингл «Tonight» в сотрудничестве с SoundExtra. В 2012 году на известном австралийском лейбле Central Station Records был выпущен совместный сингл «Dodgy Moves», в записи которого принимал участие LOOPer. Совместно с битмейкерами студии SoundExtra в течение полугода продолжалась работа над композицией «Error» ABD Малика, завершившаяся в начале 2013 года.

## Дискография

### Альбомы
- 2002: «Canli Yayim» — Эльшад Хосе
- 2002: «Gözümüz sözdür» — Дайирман
- 2002: «M.Q.H.» — MoNe
- 2003: «Двигаем рэп» — N’Pans
- 2005: «Movzudan Kenar» — Nadir & Jin
- 2006: «Так мы тусуем» — Паук & Jizza
- 2008: «Lyrical Gangster» (Remix Album) — Jay-Z
- 2009: «Tha New Amerika» (Instrumental Album)

### Синглы
- 2003: Паук feat. N’Pans — Мы живём в мире
- 2003: Sexy Lia — Хочешь Секса
- 2007: Bahh Tee feat. Unique — Letter To My Girlfriend
- 2007: 1000 Слов — Как сука
- 2007: Виола — Ты сказал
- 2007: Unique — Tonight
- 2007: Unique — All My Life
- 2010: Сергей Зверев — Ты веришь
- 2010: Ульвия Рагимова — In Love
- 2010: Shayon — Суббота! Клубы!
- 2010: Shayon feat. Danny Rite — Что это любовь?
- 2010: Елена Галицына — Баден-Баден
- 2010: Елена Галицына — 5000 миль
- 2010: Елена Галицына — Агент Провокатор
- 2010: MAD-A — Hypnose
- 2010: MAD-A feat. Peter Stjarnvind, Linus Hansson & Ali Vedadi — Heroes
- 2010: MAD-A feat. Skaya — FDS (Fuck Dat Shit)
- 2011: Елена Галицына — Аниме
- 2011: Айсель Теймурзаде — Tonight
- 2012: SoundExtra & Fred — Stretch That Bass
- 2012: MAD-A — Если это сон
- 2012: Bahh Tee — Я наверное
- 2012: SoundExtra feat. Looper — Dodgy Moves
- 2013: ABD Malik — Error
- 2013: SoundExtra — Get Wasted

### Ремиксы
- 2006: Mr. Lif[англ.] — The Fries (Remix)
- 2007: N’Pans feat. Виола — Пожар Любви (Remix by Jizza Pro)
- 2008: Jay-Z — Pray (Remix)
- 2008: Planet Asia[англ.] feat. DJ Muggs[англ.] — 9mm (Remix by Ms.JeyLah)
- 2008: Sick Jacken feat. DJ Muggs — The Mask & The Assassin (Remix by Jizza Pro)
- 2008: Fat Joe feat. Lil Wayne — The Crackhouse (Remix by Jizza Pro)
- 2009: The Black Eyed Peas — Boom Boom Pow (Remix By Jizza Pro & Ms.JeyLah)
- 2010: Snoop Dogg & Kid Cudi — That Tree[англ.] (Remix by SoundExtra)
- 2011: Britney Spears — Till the World Ends (Experimental Dubstep Remix)
- 2011: Bruce — Kolaveri Di (SoundExtra Dance Remix)
- 2012: Beyoncé — End of Time[англ.] (SoundExtra EXP Dubstep Remix)